# Dreams (canção de Beck)
"Dreams" é uma canção do músico de rock alternativo estadunidense Beck, lançada em 15 de junho de 2015. A música é o primeiro single e primeiro lançamento de seu décimo álbum, Colors (2017). A música é animada e divertida, em contraste com o som mais abafado de seu álbum anterior, Morning Phase (2014), com Beck afirmando que "estava realmente tentando fazer algo que fosse bom para tocar ao vivo".
"Dreams" foi destaque na trilha sonora do jogo FIFA 16 (2015) da EA Sports. A canção foi tocou amplamente na Beats 1, a principal estação de rádio da Apple Music, com 65 reproduções em julho de 2015.